# Schnellfahrstrecke Peking–Shanghai
| Ein CRH5 auf der Schnellfahrstrecke |                      |                                                        |                                                        |
| |                      |                                                        |                                                        |
| Streckenlänge: | 1318 km              |                                                        |                                                        |
| Spurweite: | 1435 mm (Normalspur) |                                                        |                                                        |
| Stromsystem: | 25 kV / 50 Hz ~      |                                                        |                                                        |
| Streckengeschwindigkeit: | 350 km/h             |                                                        |                                                        |
| Zweigleisigkeit: | durchgehend          |                                                        |                                                        |
| |                      |                                                        |                                                        |
| \| \| 0,000 \| Peking Süd \| Peking Süd \| \| \| \| Verbindungsstrecke nach Peking \| \| \| \| \| Schnellfahrstrecke Peking–Tianjin nach Tianjin \| \| \| \| \| Schnellfahrstrecke nach Hongkong \| \| \| \| \| Peking-Viadukt (48.153 m) \| \| \| \| 59,500 \| Langfang \| Langfang \| \| \| \| Tianjin-Viadukt (113.700 m) \| \| \| \| \| Schnellfahrstrecke Peking–Tianjin nach Peking \| \| \| \| \| Tianjin West \| \| \| \| 116,939 \| Tianjin \| Tianjin \| \| \| \| Schnellfahrstrecke nach Binhai, Qinhuangdao \| \| \| \| 131,400 \| Tianjin Süd \| Tianjin Süd \| \| \| \| \| \| \| \| \| Qingxian-Cangzhou-Viadukt (27.900 m) \| \| \| \| \| Bahnstrecke Shenmu–Huanghua (Kohlebahn) \| \| \| \| 219,270 \| Cangzhou West \| Cangzhou West \| \| \| \| Cangzhou-Dezhou-Viadukt (105.900 m) \| \| \| \| \| Schnellfahrstrecke Tsingtao–Taiyuan nach Taiyuan \| \| \| \| 327,980 \| Dezhou Ost \| Dezhou Ost \| \| \| \| Schnellfahrstrecke Tsingtao–Taiyuan nach Tsingtao \| \| \| \| \| Brücke über den Gelben Fluss (5143 m) \| \| \| \| 419,445 \| Jinan West \| Jinan West \| \| \| \| Verbindung nach Jinan Ost \| \| \| \| 462,730 \| Taishan (Shandong) West \| Taishan (Shandong) West \| \| \| \| Große Brücke über den Big Wen River (22,1 km) \| \| \| \| \| Bahnstrecke Watang–Rizhao (Kohlebahn) \| \| \| \| 533,165 \| Qufu Ost \| Qufu Ost \| \| \| 589,175 \| Tengzhou Ost \| Tengzhou Ost \| \| \| 625,280 \| Zaozhuang West \| Zaozhuang West \| \| \| \| Bahnstrecke Lianyungang–Lanzhou \| \| \| \| 688,700 \| Xuzhou Ost \| Xuzhou Ost \| \| \| 756,220 \| Suzhou (Anhui) Ost \| Suzhou (Anhui) Ost \| \| \| 844,380 \| Bengbu Süd \| Bengbu Süd \| \| \| \| Schnellfahrstrecke Bengbu–Hefei \| \| \| \| 959,390 \| Chuzhou Süd \| Chuzhou Süd \| \| \| \| \| \| \| \| \| Schnellfahrstrecke Shanghai–Wuhan–Chengdu nach Chengdu \| \| \| \| \| Dashengguan-Brücke über den Jangtse (9273 m)[4] \| \| \| \| \| \| \| \| \| 1018,600 \| Nanjing Süd \| Nanjing Süd \| \| \| \| Huning Intercity Line nach Shanghai \| \| \| \| 1083.713 \| Zhenjiang Süd \| Zhenjiang Süd \| \| \| \| Beginn Große Brücke Danyang–Kunshan (164.800 m) \| \| \| \| 1111,850 \| Danyang (Zhenjiang) Nord \| Danyang (Zhenjiang) Nord \| \| \| 1144,760 \| Changzhou Nord \| Changzhou Nord \| \| \| 1201,160 \| Wuxi Ost \| Wuxi Ost \| \| \| 1227,970 \| Suzhou (Jiangsu) Nord \| Suzhou (Jiangsu) Nord \| \| \| 1259,320 \| Kunshan Süd \| Kunshan Süd \| \| \| \| Ende Große Brücke Danyang–Kunshan \| \| \| \| \| Huning Intercity Line nach Nanjing \| \| \| \| 1302,890 \| Shanghai-Hongqiao \| Shanghai-Hongqiao \| \| \| \| Schnellfahrstrecke Shanghai–Shenzhen nach Ningbo \| \| |                      |                                                        |                                                        |
| Strecke von links · Bahnhof quer · Strecke von rechts | 0,000                | Peking Süd                                             | Peking Süd                                             |
| Strecke · Abzweig geradeaus und nach links |                      | Verbindungsstrecke nach Peking                         | Verbindungsstrecke nach Peking                         |
| Strecke · Strecke nach links |                      | Schnellfahrstrecke Peking–Tianjin nach Tianjin         | Schnellfahrstrecke Peking–Tianjin nach Tianjin         |
| Abzweig geradeaus und nach rechts |                      | Schnellfahrstrecke nach Hongkong                       | Schnellfahrstrecke nach Hongkong                       |
| Brücke |                      | Peking-Viadukt (48.153 m)                              | Peking-Viadukt (48.153 m)                              |
| Bahnhof | 59,500               | Langfang                                               | Langfang                                               |
| Strecke geradeaus |                      | Tianjin-Viadukt (113.700 m)                            | Tianjin-Viadukt (113.700 m)                            |
| Strecke · Strecke von links |                      | Schnellfahrstrecke Peking–Tianjin nach Peking          | Schnellfahrstrecke Peking–Tianjin nach Peking          |
| Abzweig geradeaus und von links · Bahnhof quer · Abzweig geradeaus, nach rechts und von rechts |                      | Tianjin West                                           | Tianjin West                                           |
| Strecke · Bahnhof | 116,939              | Tianjin                                                | Tianjin                                                |
| Strecke · Abzweig geradeaus und nach links |                      | Schnellfahrstrecke nach Binhai, Qinhuangdao            | Schnellfahrstrecke nach Binhai, Qinhuangdao            |
| Bahnhof | 131,400              | Tianjin Süd                                            | Tianjin Süd                                            |
| Strecke |                      |                                                        |                                                        |
| Strecke geradeaus |                      | Qingxian-Cangzhou-Viadukt (27.900 m)                   | Qingxian-Cangzhou-Viadukt (27.900 m)                   |
| Kreuzung Ende Hochstrecke |                      | Bahnstrecke Shenmu–Huanghua (Kohlebahn)                | Bahnstrecke Shenmu–Huanghua (Kohlebahn)                |
| Haltepunkt / Haltestelle | 219,270              | Cangzhou West                                          | Cangzhou West                                          |
| Brücke |                      | Cangzhou-Dezhou-Viadukt (105.900 m)                    | Cangzhou-Dezhou-Viadukt (105.900 m)                    |
| Abzweig geradeaus und von rechts |                      | Schnellfahrstrecke Tsingtao–Taiyuan nach Taiyuan       | Schnellfahrstrecke Tsingtao–Taiyuan nach Taiyuan       |
| Haltepunkt / Haltestelle | 327,980              | Dezhou Ost                                             | Dezhou Ost                                             |
| Abzweig geradeaus und nach links |                      | Schnellfahrstrecke Tsingtao–Taiyuan nach Tsingtao      | Schnellfahrstrecke Tsingtao–Taiyuan nach Tsingtao      |
| Brücke über Wasserlauf |                      | Brücke über den Gelben Fluss (5143 m)                  | Brücke über den Gelben Fluss (5143 m)                  |
| Bahnhof | 419,445              | Jinan West                                             | Jinan West                                             |
| Abzweig geradeaus, nach links und von links |                      | Verbindung nach Jinan Ost                              | Verbindung nach Jinan Ost                              |
| Haltepunkt / Haltestelle | 462,730              | Taishan (Shandong) West                                | Taishan (Shandong) West                                |
| Strecke geradeaus |                      | Große Brücke über den Big Wen River (22,1 km)          | Große Brücke über den Big Wen River (22,1 km)          |
| Kreuzung Ende Hochstrecke |                      | Bahnstrecke Watang–Rizhao (Kohlebahn)                  | Bahnstrecke Watang–Rizhao (Kohlebahn)                  |
| Haltepunkt / Haltestelle | 533,165              | Qufu Ost                                               | Qufu Ost                                               |
| Haltepunkt / Haltestelle | 589,175              | Tengzhou Ost                                           | Tengzhou Ost                                           |
| Haltepunkt / Haltestelle | 625,280              | Zaozhuang West                                         | Zaozhuang West                                         |
| Kreuzung geradeaus oben |                      | Bahnstrecke Lianyungang–Lanzhou                        | Bahnstrecke Lianyungang–Lanzhou                        |
| Haltepunkt / Haltestelle | 688,700              | Xuzhou Ost                                             | Xuzhou Ost                                             |
| Haltepunkt / Haltestelle | 756,220              | Suzhou (Anhui) Ost                                     | Suzhou (Anhui) Ost                                     |
| Haltepunkt / Haltestelle | 844,380              | Bengbu Süd                                             | Bengbu Süd                                             |
| Abzweig geradeaus und ehemals nach rechts |                      | Schnellfahrstrecke Bengbu–Hefei                        | Schnellfahrstrecke Bengbu–Hefei                        |
| Haltepunkt / Haltestelle | 959,390              | Chuzhou Süd                                            | Chuzhou Süd                                            |
| Verschwenkung von rechts |                      |                                                        |                                                        |
| Strecke von rechts · Strecke |                      | Schnellfahrstrecke Shanghai–Wuhan–Chengdu nach Chengdu | Schnellfahrstrecke Shanghai–Wuhan–Chengdu nach Chengdu |
| Brücke über Wasserlauf · Brücke über Wasserlauf |                      | Dashengguan-Brücke über den Jangtse (9273 m)           | Dashengguan-Brücke über den Jangtse (9273 m)           |
| Verschwenkung von links und von rechts |                      |                                                        |                                                        |
| Bahnhof | 1018,600             | Nanjing Süd                                            | Nanjing Süd                                            |
| Abzweig geradeaus und nach rechts |                      | Huning Intercity Line nach Shanghai                    | Huning Intercity Line nach Shanghai                    |
| Haltepunkt / Haltestelle | 1083.713             | Zhenjiang Süd                                          | Zhenjiang Süd                                          |
| Strecke |                      | Beginn Große Brücke Danyang–Kunshan (164.800 m)        | Beginn Große Brücke Danyang–Kunshan (164.800 m)        |
| Bahnhof Anfang Hochstrecke | 1111,850             | Danyang (Zhenjiang) Nord                               | Danyang (Zhenjiang) Nord                               |
| Bahnhof | 1144,760             | Changzhou Nord                                         | Changzhou Nord                                         |
| Bahnhof | 1201,160             | Wuxi Ost                                               | Wuxi Ost                                               |
| Bahnhof | 1227,970             | Suzhou (Jiangsu) Nord                                  | Suzhou (Jiangsu) Nord                                  |
| Bahnhof Ende Hochstrecke | 1259,320             | Kunshan Süd                                            | Kunshan Süd                                            |
| Strecke |                      | Ende Große Brücke Danyang–Kunshan                      | Ende Große Brücke Danyang–Kunshan                      |
| Abzweig geradeaus und von rechts |                      | Huning Intercity Line nach Nanjing                     | Huning Intercity Line nach Nanjing                     |
| Bahnhof | 1302,890             | Shanghai-Hongqiao                                      | Shanghai-Hongqiao                                      |
| Strecke |                      | Schnellfahrstrecke Shanghai–Shenzhen nach Ningbo       | Schnellfahrstrecke Shanghai–Shenzhen nach Ningbo       |

Die Schnellfahrstrecke Peking–Shanghai, auch bekannt als Jinghu PDL (chinesisch 京沪高速铁路, Pinyin Jīnghù Gāosù Tiělù), ist eine 2011 eröffnete 1318 km lange für 380 km/h ausgelegte Schnellfahrstrecke zwischen der chinesischen Hauptstadt Peking und der ostchinesischen Hafenstadt Shanghai. Sie ist nach den Verbindungen Shanghai – Kunming und Peking – Guangzhou die drittlängste Hochgeschwindigkeitsstrecke der Welt. Die Baukosten betrugen 220,9 Mrd. Yuan – umgerechnet 25 Mrd. Euro, was die Strecke zum größten Investitionsprojekt in der Geschichte der Volksrepublik China machte. Die Strecke durchquert vier Provinzen, in denen insgesamt 40 % des chinesischen Bruttoinlandsprodukts erbracht werden. Etwa ein Viertel der chinesischen Bevölkerung wohnt entlang der Strecke.
Der aus dem Chinesischen transliterierte Name Jinghu PDL ist eine Kombination der Abkürzungen für Peking (京,Jīng) und Shanghai (沪, Hù) ergänzt mit dem chinesischen 高速铁路,  Gāosù Tiělù was in Deutsch Hochgeschwindigkeitsstrecke bedeutet und im Englischen mit PDL für Passenger Dedicated Line (deutsch: für den Reisezugverkehr bestimmte Strecke) übersetzt wird.

## Geschichte

### Planung
Ende 2000 war noch nicht klar, ob die Verbindung zwischen Peking und Shanghai als Schnellfahrstrecke oder als Magnetschwebebahn gebaut werden sollte, sie war aber in dem 2001 von der chinesischen Regierung vorgelegten Fünf-Jahres-Plan enthalten. Neben Magnetschwebebahnen vom Transrapid-Konsortium und der Japanese Railway, welche neben der JR-Maglev auch eine Schnellfahrstrecke nach dem Shinkansen-System anbot, bewarb sich auch das Eurotrain-Konsortium um den Bau und Betrieb der 1300 km langen Strecke sowie um die Lieferung der Hochgeschwindigkeitszüge.
Die Wahl der Rad-Schiene-Technologie wurde am 7. Januar 2004 durch den Premierminister Wen Jiabao bestätigt. Die Entscheidung für eine Schnellfahrstrecke fiel aufgrund der geringeren Bau- und Betriebskosten, des in China nicht vorhandenen Know-hows für den Bau von Magnetschwebebahnfahrzeugen und der einfacheren Einführung der Schnellfahrstrecke in die Stadtzentren, wo bereits bestehende Bahnhöfe genutzt werden konnten. Für die Schnellfahrstrecke wurden damals 200 Mrd. Yuan (umgerechnet 25 Mrd. DM), für eine Magnetschwebebahn 900 Mrd. Yuan angesetzt.

### Bau
Die Baugenehmigung wurde im September 2007 erteilt, der Spatenstich wurde am 18. Januar 2008 gefeiert, die Bauarbeiten an der in sechs Losen unterteilten Strecke begannen aber erst am 18. April 2008, wobei sie im selben Monat an 40 Stellen aufgenommen wurden. Auf der damals größten Baustelle der Welt waren eine halbe Million Menschen beschäftigt. Neben 21 Bahnhöfen mussten 1140 km Brücken und 16 km Tunnel gebaut werden. Die Strecke umfasst 238 Weichen mit den Abzweigwinkeln 1:18 und 1:42. Der größte Teil der Strecke ist mit einer festen Fahrbahn nach dem System FF Bögl ausgerüstet, wofür 406.000 Gleistragplatten verlegt werden mussten.
Für europäische Verhältnisse ist ungewöhnlich, dass die Strecke zu 86 % als aufgeständerte Fahrbahn ausgeführt ist, die aus Fertigteilen besteht. Nachdem die Pfeiler aufgebaut sind, werden die in Fabriken entlang der Strecke gefertigten Hohlkastenträger von einem Spezialfahrzeug an den Einbauort verbracht, wo sie von einem sich auf die vorgängig erstellten Pfeiler abstützenden Verlegegerät eingebaut wurden. Die Strecke umfasst mehrere Bauwerke, die zu den längsten Brücken der Erde gehören, einige davon sind über 100 Kilometer lang, wie z. B. die Große Brücke Danyang–Kunshan.
Bei Bengbu wurden am 15. November 2010 die letzten Schienen der Strecke gelegt und im Dezember 2010 wurde auf der noch nicht für den Regelverkehr freigegebenen Strecke eine Geschwindigkeit von 486 km/h erreicht. Am 30. Juni 2011 wurde die gesamte Strecke Peking-Shanghai für das Publikum eröffnet.
Wie der staatliche Rechnungshof Chinas im März 2011 bekanntgab, flossen am Rande des Projekts 187 Millionen Yuan Schmiergelder.

### Betrieb
Zunächst war eine Höchstgeschwindigkeit von 380 km/h auf der Strecke vorgesehen, um eine Fahrzeit von vier Stunden zwischen den Endbahnhöfen zu erreichen. Die tatsächliche Fahrzeit liegt bei vier Stunden und 48 Minuten. Aus Sicherheits- und Wirtschaftlichkeitsgründen war geplant, die Züge mit einer Geschwindigkeit von 250 bis 300 km/h zu fahren. Züge auf der stark belasteten Bestandsstrecke benötigen mindestens zehn Stunden. Inzwischen werden Geschwindigkeiten von 350 km/h erreicht.
Im Fünf-Minuten-Takt verkehrende Züge sollten täglich bis zu 220.000 Menschen auf der Strecke befördern. Im ersten Betriebsjahr wurden rund 30 Millionen Passagiere erwartet. Pro Jahr wurden 80 Millionen Fahrgäste in den täglich 90 Zügen erwartet. Die einfache Fahrt kostete zu Beginn 600 Yuan (etwa 60 Euro), also 100 Yuan weniger als ein Flug.

## Bahnhöfe
Die folgende Liste enthält eine Übersicht der Bahnhöfe entlang der Strecke:
| Bahnhof                                                             | Chinesisch | Totale Entfernung (km)     | Abzweigende Strecke | Bahnsteiggleise | Stadt / Provinz | Stadt / Provinz |
| ------------------------------------------------------------------- | ---------- | -------------------------- | --- | --------------- | --------------- | --------------- |
| Jinghu-Schnellfahrstrecke (京沪高速铁路, eröffnet am 30. Juni 2011) |            |                            | |                 |                 |                 |
| Peking Süd                                                          | 北京南     | 0                          | Schnellfahrstrecke Peking–Harbin Schnellfahrstrecke Peking–Hongkong                                                                                     | 24              | Peking          | Peking          |
| Langfang                                                            | 廊坊       | 60                         | | 2               | Langfang        | Hebei           |
| Tianjin West                                                        | 天津西     | Nicht auf der Hauptstrecke | | 24              | Tianjin         | Tianjin         |
| Tianjin Süd                                                         | 天津南     | 131                        | | 4               | Tianjin         | Tianjin         |
| Cangzhou West                                                       | 沧州西     | 219                        | | 4               | Cangzhou        | Hebei           |
| Dezhou Ost                                                          | 德州东     | 328                        | | 5               | Dezhou          | Shandong        |
| Jinan West                                                          | 济南西     | 419                        | Schnellfahrstrecke Qingdao–Taiyuan | 15              | Jinan           | Shandong        |
| Taishan West                                                        | 泰山西     | 463                        | | 4               | Tai’an          | Shandong        |
| Qufu Ost                                                            | 曲阜东     | 533                        | | 4               | Qufu            | Shandong        |
| Tengzhou Ost                                                        | 滕州东     | 589                        | | 4               | Tengzhou        | Shandong        |
| Zaozhuang                                                           | 枣庄       | 625                        | | 4               | Zaozhuang       | Shandong        |
| Xuzhou Ost                                                          | 徐州东     | 689                        | | 13              | Xuzhou          | Jiangsu         |
| Suzhou Ost                                                          | 宿州东     | 756                        | | 4               | Suzhou          | Anhui           |
| Bengbu Süd                                                          | 蚌埠南     | 844                        | Schnellfahrstrecke Hefei–Bengbu | 9               | Bengbu          | Anhui           |
| Chuzhou Süd                                                         | 滁州南     | 959                        | | 4               | Chuzhou         | Anhui           |
| Nanjing Süd                                                         | 南京南     | 1019                       | Schnellfahrstrecke Shanghai–Wuhan–Chengdu (Gabelung) | 22              | Nanjing         | Jiangsu         |
| Zhenjiang West                                                      | 镇江西     | 1087                       | Schnellfahrstrecke Shanghai–Wuhan–Chengdu (gemeinsamer Streckenverlauf)                                                                                 | 4               | Zhenjiang       | Jiangsu         |
| Changzhou Nord                                                      | 常州北     | 1145                       | Schnellfahrstrecke Shanghai–Wuhan–Chengdu (gemeinsamer Streckenverlauf)                                                                                 | 4               | Changzhou       | Jiangsu         |
| Wuxi Ost                                                            | 无锡东     | 1201                       | Schnellfahrstrecke Shanghai–Wuhan–Chengdu (gemeinsamer Streckenverlauf)                                                                                 | 4               | Wuxi            | Jiangsu         |
| Suzhou Nord                                                         | 苏州北     | 1228                       | Schnellfahrstrecke Shanghai–Wuhan–Chengdu (gemeinsamer Streckenverlauf)                                                                                 | 4               | Suzhou          | Jiangsu         |
| Kunshan Süd                                                         | 昆山南     | 1259                       | Schnellfahrstrecke Shanghai–Wuhan–Chengdu (gemeinsamer Streckenverlauf)                                                                                 | 4               | Kunshan         | Jiangsu         |
| Shanghai-Hongqiao                                                   | 虹桥       | 1303                       | Schnellfahrstrecke Hangzhou–Fuzhou–Shenzhen Schnellfahrstrecke Shanghai–Wuhan–Chengdu (gemeinsamer Streckenverlauf) Schnellfahrstrecke Shanghai–Kunming | 30              | Shanghai        | Shanghai        |